# Mathias Wilms

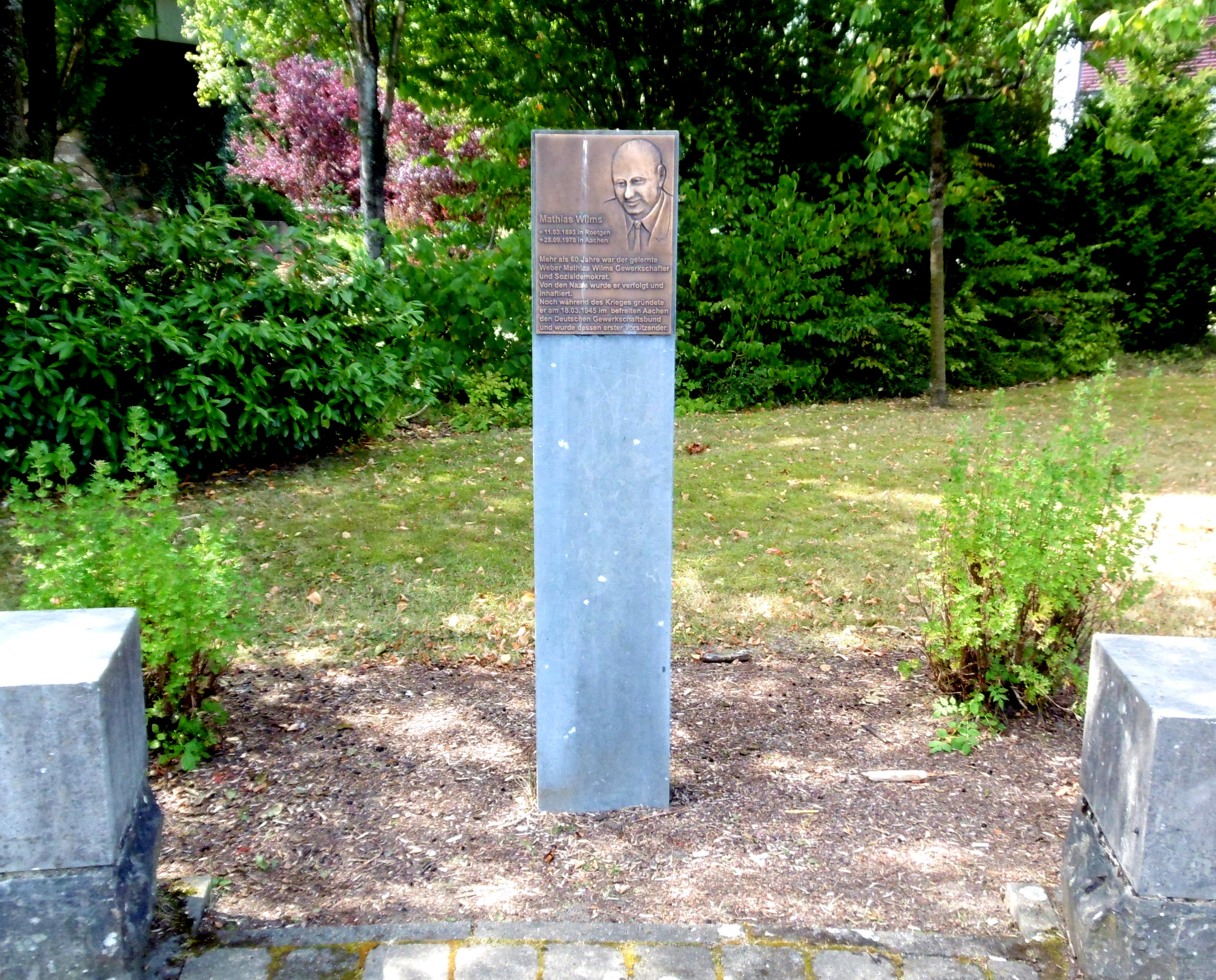
Gedenkstele für Mathias Wilms in Roetgen

Mathias Wilms (auch Matthias Wilms) (* 11. März 1893 in Roetgen; † 28. September 1978 in Aachen) war ein deutscher sozialdemokratischer Politiker und Gewerkschafter.

## Leben und Wirken
Mathias Wilms war das dritte von sieben Kindern der Eheleute Johann August Wilms und Mutter Maria Helene, geborene Krings. Sein Vater war Bäcker, Mathias Wilms aber erlernte nach Beendigung der Volksschule – wie viele seiner Altersgenossen – den Beruf eines Webers und Kettendrehers.

### Ab 1911
Mit 18 Jahren trat er dem freigewerkschaftlichen Textilarbeiterverband bei. Schon früh wurde die Aachener Polizei auf ihn aufmerksam, die zu dieser Zeit jede gewerkschaftliche Aktivität sorgfältig registrierte.
1924 wurde er Betriebsratsvorsitzender im Textilunternehmen Delius in Aachen. Zwei Jahre später wurde er Geschäftsführer des Textilarbeiterverbandes. Gleichzeitig begann im Jahre 1923 sein Engagement in der Sozialdemokratischen Partei Deutschlands (SPD). Dabei kämpfte er aktiv gegen die Nationalsozialisten und deren Ideologie. Zwischen 1930 und 1933 war er hauptberuflich als Sekretär bei den Freien Gewerkschaften tätig.

### Ab 1933
Nach der Machtergreifung wurde er erstmals am 10. März 1933 von den Nationalsozialisten verhaftet. Wegen Hitler-feindlicher Bemerkungen wurde er am 11. Dezember 1933 erneut verhaftet und am 26. September 1934 vom Gericht in Hamm wegen Vorbereitung zum Hochverrat zu 18 Monaten  Gefängnis verurteilt. Die Gefängnisstrafe musste er in Siegburg verbüßen. Bis 1935 blieb er in Haft. Nach seiner Entlassung wurde er regelmäßig von der Gestapo verhört. Anschließend war Wilms bis 1944 als Weber tätig.
Aus Rücksicht auf seine Familie, die auch von den Nationalsozialisten bedroht wurde, hielt sich Wilms mit spektakulären Aktionen zurück. Der Kontakt zu anderen Sozialdemokraten und Gewerkschaftern riss jedoch nicht ab. 1944 war er in Schutzhaft in Aachen. Mathias Wilms zählte nachweislich zu den treibenden und führenden Kräften des Aachener Widerstandes.

### Ab 1945
Nach der Befreiung gehörte Mathias Wilms zu den wenigen Personen, denen die Militärregierung bescheinigte, hundertprozentig frei von jeder Spur von Nazismus zu sein.
Nach der Befreiung Aachens von der NS-Diktatur gehörte Mathias Wilms zu einem kleinen Kreis von fünf Personen, darunter der Drucker Heinrich Hollands, der Sozialdemokrat Peter Spiegelmacher und die kommunistische Widerstandskämpferin Anna Braun-Sittarz, der sich bereits ab dem Dezember 1944 regelmäßig traf und die Wiedergründung der Gewerkschaft vorbereitete.
Am 18. März 1945 wurde der FDGB in Aachen gegründet, dessen Vorsitz Mathias Wilms auch übernahm. In der Army-Illustrierten Yank berichtete der amerikanische Militärjournalist Debs Myers ausführlich über die Gründungsversammlung der ersten freien Gewerkschaft nach dem Zweiten Weltkrieg auf deutschem Boden.
„Stille trat ein in dem langen Raum. Der hagere, kahlköpfige Mann vorne am Rednerpult hob mit zitternden Händen ein paar Blätter auf und begann zu reden. Er sprach langsam und feierlich, als wollte er seine Worte so eindringlich halten, dass ihn alle verstehen müssten:
‚Unser unterbrochener Kampf gegen den Faschismus geht weiter. Von diesem Augenblick an gibt es wieder eine freie Gewerkschaft in Deutschland.‘“
Die Gründungsveranstaltung fand vor etwa 80 Personen statt, deren Kleidung – wie Beobachter feststellten – alt und abgetragen und deren körperliche Verfassung erschreckend war. 
Mathias Wilms hatte mit seiner Neugründung eine Lawine in der Region Aachen ausgelöst. Im Juni 1945 zählte man schon etwa 1300 Gewerkschaftsmitglieder in fünf Ortsverbänden in den Nachbarstädten. Größtes Problem von Mathias Wilms war die Zahl der ehemaligen Nationalsozialisten, die Mitglied werden wollten. Mathias Wilms, der ähnlich wie Ludwig Philipp Lude eine harte und klare Ausgrenzung von ehemaligen NSDAP-Mitgliedern und Mitläufern forderte, konnte sich nicht mit seiner Überzeugung durchsetzen. Zumindest aber konnte er verhindern, dass ein früheres Mitglied der NSDAP einen Posten in der Gewerkschaft übernehmen oder Einfluss in der Gewerkschaft ausüben konnte. Die Gewerkschaftsspitze setzte sich aus bekennenden Antifaschisten zusammen, die entweder im Gefängnis oder im KZ gewesen waren. 
Mathias Wilms sah die Hauptaufgabe der Gewerkschaften in der Bildungsarbeit, damit sich die Geschichte nicht mehr wiederholen sollte. Weiter lag ihm der Austausch mit internationalen Gewerkschaften besonders am Herzen.
Mathias Wilms fand auf dem Ostfriedhof in Aachen seine letzte Ruhestätte.

## Politik
Er engagierte sich darüber hinaus auch politisch:
- Von Mai bis Oktober 1946 gehörte er dem Rat der Stadt Aachen als von der Militärregierung ernanntes Mitglied an.

- Vom 2. Oktober 1946 bis zum 19. April 1947 war er Mitglied des Ernannten Landtages von Nordrhein-Westfalen.[3]

## Ehrungen

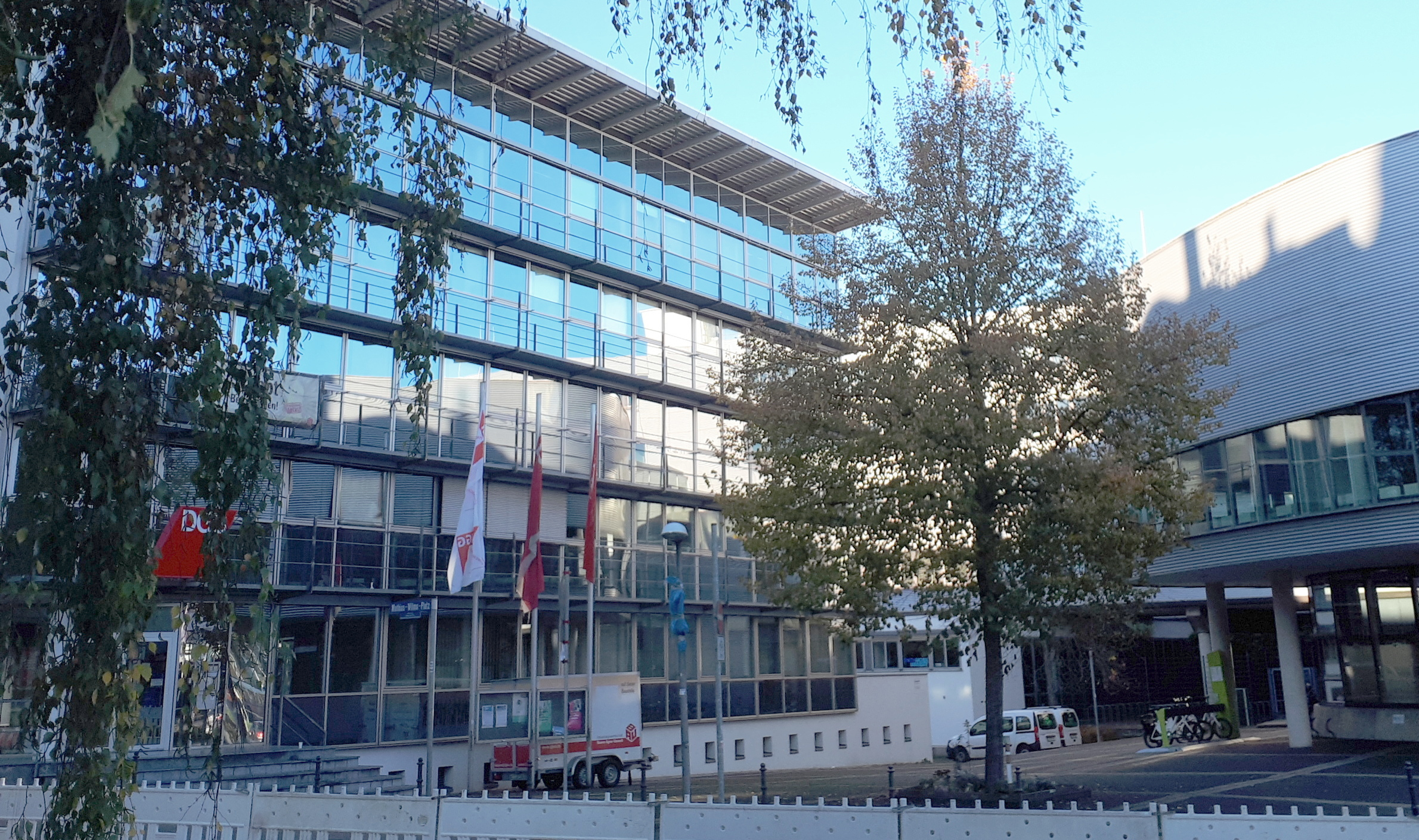
Mathias-Wilms-Platz vor dem DGB-Haus in Aachen

- Die Stadt Aachen hat die Leistungen von Mathias Wilms mit einer Platzbenennung gewürdigt[4] im Beisein von

Oberbürgermeister Jürgen Linden.
- 1969 erhielt Mathias Wilms das Bundesverdienstkreuz.
- Im DGB-Haus in Aachen wurde ein Saal nach ihm benannt.